# كيارياومان
كيارياومان (باليابانية: キャリアウーマン) هو مصطلح ياباني يدل على المرأة التي تملك عملًا. يشير هذا المصطلح إلى النساء اليابانيات المتزوجات أو العازبات اللواتي يمارسن مهنًا لجني قوتهن ولتطوير أنفسهن بدلًا من أن يكن ربات بيوت دون أي وظيفة خارح المنزل. ظهر استخدام المصطلح عندما كان يُتوقع من النساء أن يتزوجن ويصبحن ربات منازل بعد فترة قصيرة من العمل كـ«عاملات مكتب».
يستخدم المصطلح في اليابان ليصف نظيرات الموظفين المكتبيين من الذكور (サラリーマン)، المهنة التي تعملها المرأة في اليابان أيضًا مقابل راتب وتسعى لدعم دخل عائلتها عبر العمل أو تسعى لأن تبقى مستقلة بالبحث عن مهنة مستقلة.

## التاريخ

### التاريخ المبكر
كانت مكانة المرأة في التاريخ المبكر لليابان أعلى؛ حيث كان يعتقد أن لديهن قدرة خاصة للتواصل مع الكائنات الروحية والإلهية المعروفة باسم 'كامي'. كانت إلهة الشمس 'أماتيراسو' أنثى وتعكس الدور المقدس للمرأة في المجتمع الياباني الأمومي التقليدي. وبدأت مكانة المرأة الاجتماعية بالتدهور خلال فترة موروماتشي (1336). ومنذ ذلك الوقت حتى نهايات العقد الأخير من القرن السابع عشر، كانت لا تزال المرأة تتلقى معاملة متساوية مع الرجل في العديد من المجالات، حيث منحن حرية الزواج والحب والمعاملة المتساوية فيما يخص العمل حيث عملن تحت ظروف مشابهة لظروف الرجال.
كانت نساء طبقات النخبة مقيدة بالنسخة المحدثة من الشنتو ومع تأثير كبير للكونفوشيّة، فوفقًا للخلق الكونفوشيوسي 'الطاعات الثلاث' (三从四德) كان يتوقع من المرأة إظهار الخضوع لآبائهن وهن فتيات ولأزواجهن وهن زوجات ولأولادهن في الكبر. وهذا ما أطلق الصورة التقليدية اليابانية «للزوجة الصالحة والأم الحكيمة» (良妻賢母) التي كان يفترض من المرأة وفقها البقاء كربة بيت بعد الزواج للعناية بأعمال المنزل والطبخ والحياكة وأن تكون مطيعة لزوجها. وهذا ما كان مشكلة للمرأة في عالم العمل خلال حقبة مييجي (1868-1912). ورغم إلغاء التمييز الطبقي، كانت الأخلاق الكونفوشيوسية مخترقة للثقافة، وتسرق من النساء معظم مكانتهن المتساوية. احتفظت نساء المزارع ببعض المستوى من الحرية في العمل وفي العناية بالحقول مع أزواجهن وأولادهن. وخلال تحدث اليابان أنكر على النساء العديد من حقوقهن كحق العمل في مهن يشغلها الرجال بشكل أساسي وأن يدفع لهن كما الرجال وأن يعملن في نظام يكافئ على الموهبة لا القدم أو الجنس.

## النسوية في اليابان

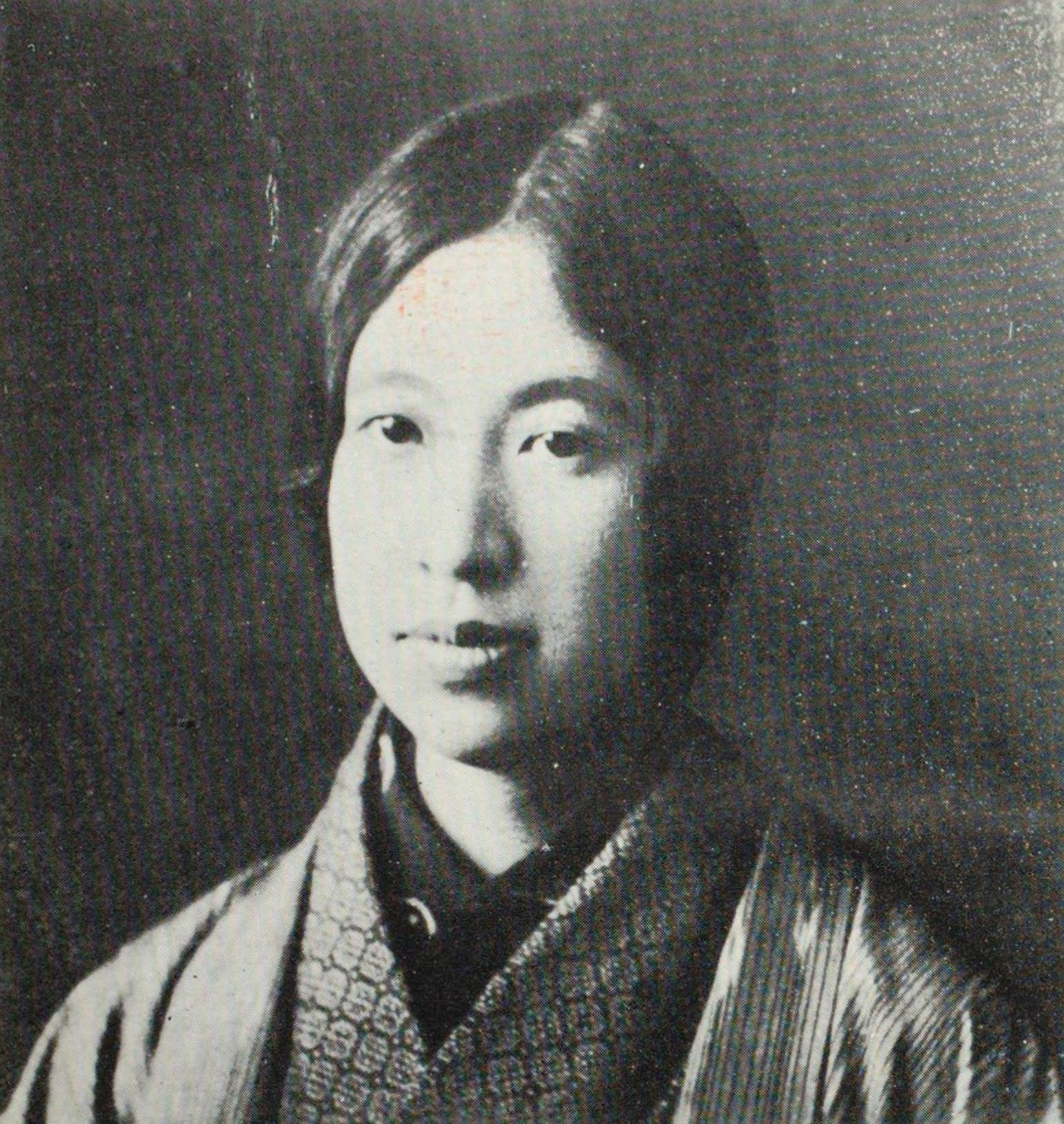
رايتشو هيراتسوكا مؤسسة مجلة سيتو (青鞜).

خلال فترة مييجي، أخذت رايتشو هيراتسوكا الاسم المستعار رايتشو هيراتسوكا وأسست المجلة الأدبية الأولى لجميع النساء واسمها 'سيتو' (青鞜) مع عدد من المساهمين الذين يحملون أفكارًا مشابهة. نشرت سيتو عام 1911 بعدد صفحات 134 في البداية وبألف طبعة، وقد بدأت الحركة النسوية في اليابان مع إطلاقها. صرحت هيراتسوكا نفسها في أول مقال لها: «في البداية، كان المرأة هي الشمس حقًا؛ شخصًا أصيلًا، وهي الآن القمر، قمر شاحب وضعيف، يعتمد على غيره، يعكس بريق غيره». مشيرة إلى أن النساء قد سقطن من موقع السلطة كممثلات للآلهة وجُعلن تابعات ويعكسن عظمة الآخرين، وأصبحن عمليًا غير مرئيات بمفردهن.
وفي فترة الانطباع على الثقافة الغربية زاد عدد النساء المتعلمات وبدأن بالمطالبة بحقوقهن القانونية، وبدأ ظهور النساء القائدات في مواقع متعددة على نطاق محدود. وقد شجع تدهور القوة العاملة في أعقاب الحرب العالمية الأولى النساء في السير بالمطالبة بحقوقهن، ورغم أن مجلة سيتو بقيت ناشطة حتى عام 1915 فقط؛ فقد أصبحت هيراتسوكا شخصية مؤثرة على النساء في أنحاء اليابان.
أحد أهم إصلاحاتها عام 1919 كان الالتماس لمراجعة المادة 5 لأنظمة أمن الشرطة التي وضعت في القانون عام 1900. هذا حدّ بدرجة كبيرة قدرة المرأة على حضور الاجتماعات السياسية أو جمع المعلومات السياسية الأمر الذي جعل المرأة العاملة كما أشارت هيراتسوكا في موقف ليس لصالحها، لأن المعرفة السياسية كانت ضرورة جزئية لنيل أي أمل في التوظيف في القوة العاملة التي يسيطر عليها الرجال.

### الحرب العالمية الثانية
حصل نقص كبير بالقوة العاملة الداخلية خلال الحرب العالمية الثانية بسبب سحب معظم الرجال للانضمام إلى الجيش، بدأت المرأة التي ترك لها المرتبة الأدنى بالعمل كعاملة في المكاتب، أو حدها بالمنزل على الأرجح، بالسعي للوظائف لدعم مدخول أزواجهن العسكري، وهذا أدى إلى تفجر صغير لقدراتهن. وقد أثبت تدفق النساء إلى مجال التصنيع لمساعدة جهود الحرب عدم قيمته للاقتصاد الياباني.
وعقب الحرب العالمية الثانية عاد الرجال إلى منازلهم وبدأوا العمل، لكن النساء كن متمنعات عن العودة ليكن ربات منازل. وخلال هذا الفترة كانت اليابان في عجلة للحصول على القوة الاقتصادية للحاق بالغرب وكانت النساء جزءًا حيويًا من القوة العاملة. ورغم بقاء أدوارهن محدودة نوعًا ما، فضلت العديد العمل كسكرتيرات مكاتب، أصبح بإمكانهن العمل في بيع التجزئة، عادة عندما تملك عوائلهن متاجرًا، وعملن كمعلمات وفي مجال التصنيع. وقد تمكنت النساء من تحقيق قفزة للأمام عام 1947 مع إقرار قانون معايير العمل الياباني. وبهذا الأمر، تلقت النساء العاملات معاملة خاصة، وقيدوا قدراتهن في العمل لأوقات إضافية أو في أعمال خطرة أو في أعمال ليلية أو السماح بإجازة أثناء الحيض. ورغم أن سعي المرأة للحصول على موقع مساوٍ للرجل في عالم الأعمال كان مسيئا، فقد حمى أغلبية النساء العاملات الأوائل اللواتي نوين الزواج.
وفي فترة الانحسار الاقتصادي أواسط السبعينيات، بدأت الحكومة بدعم النساء العاملات كطريقة لمساندة الاقتصاد. ومن هنا بدأ منحنى M الشهير، وهو رسم بياني لعمر العمل للمرأة، أثبت أنها قبل الزواج وبعد تربية الأطفال بحثت عن الوظيفة، مع انخفاض بينهما بسبب تربية الأولاد، وهذا يشكل حرف M عند تمثيله بيانيًا، وأصبح هذا المخطط المرجع الأساسي لأعمار عمل النساء اليابانيات حتى يومنا هذا. ورغم الدعم الظاهر لاستقلال المرأة اليابانية الحديث، كان أجر العمل الجزئي للمرأة يعادل 61% من أجر الرجال، وساء بالتدريج خلال السبعينيات.
وبحلول أوائل الثمانينيات، كانت 45% من النساء بعمر 15 عامًا فما فوق ضمن القوة العاملة، وشكلت أعداد النساء في اليابان مايقترب 37.4% تقريبًا من كامل القوة العاملة. وخلال هذا الوقت، لم تكن النساء غير المتزوجات يشكلن أغلبية القوة العاملة اليابانية، فقد كانت النساء بعمر 36 فما فوق مسؤولة عن نسبة أعلى بكثير. واستخدمت النساء الملازمات للمنزل في تلك الفترة العمل بالقطعة في المنزل كطريقة لدعم دخل العائلة، رغم أن ما كان يدفع لقاء هذا قليل جدًا يساوي فقط 25000 ين صافٍ في الشهر.

## الفترات الحديثة
كان40.7% من إجمالي القوى العاملة اليابانية عام 2000 من النساء العاملات، ومن بينهم نسبة 56.9% من المتزوجات، الأمر الذي يشير إلى أن طريق التوظيف لم يكن مفتوحًا فقط للعازبات في اليابان. في نهاية التسعينيات تركزت النساء في مجال التصنيع الخفيف كتصنيع الأغذية، والمجالات من الدرجة الثالثة كأعمال التجارة بالتجزئة والمطاعم وشركات التمويل. أما فكرة العامل بعمل جزئي في اليابان فهو العامل الذي يعمل لفترة موضوعة دون علاوات وأرباح إضافية. ويستخدم العديد من أصحاب الأعمال النساء العاملات كقوة عاملة داعمة بدون فرص تطور وأمن وظيفي غير مستقر.
ورغم بعض التشريعات التي أقرت عام 1985 لضمان المساواة، فإن كلًا من قانون الفرص المتساوية الذي منع التمييز، وقانون الإجازة لرعاية الطفل الذي يمنح الآباء إجازة بلا أجر للعناية بأطفالهم ثم العودة إلى منصبهم السابق أو ما يشبهه؛ افتقدا وجود أي قوة حقيقية لإحداث التغيير. لم تصدر أي عقوبات على الشركات التي تجاهلت هذا، أي أن فقط النساء اللواتي يقمن بذات أعباء الموظفين الرجال، بالعمل بوقت كامل وبدون إجازات حمل أو لتربية الأطفال، يمكن أن يكون لهن أمل بالتطوير. وعادة تغلق فروع العمل في مجالس الإدارة والخدمة المدنية والقضاء أمام أي امرأة عاملة ليست مستعدة للعمل بدوام كامل وإضافي بشكل منتظم. إن الجزء الأكبر من القوة العاملة ليست النساء العاملات بدوام كامل، لكنهن ربات البيوت اللواتي يعملن بدوام جزئي داعمين بذلك ميزانية البيت. وفي الحقيقة لا تشجع الحكومة ربات المنازل على الحصول على الكثير من المال، لأنهن إذا حصلن على كمية معينة، سيخسرن تعويضات الإعالة لأزواجهن.
هذا يحدّ من الوظائف التي يمكن للمتزوجات القيام بها. في العديد من الأمثلة في القوة العاملة اليابانية، يتوقع من النساء اللواتي يتمنين تلقي راتب وفرص عند الترقية متساوية أن يعملن كنظرائهن من الرجال. وهذا يشير إلى إحدى المشاكل التي تواجه النساء الساعيات إلى عمل في اليابان. وفي حين هن متساوون جزئيًا، ما زلن يواجهن التمييز. إن العديد من الشركات تنقصها المرونة في عرض فرص العمل الذي يناسب الجدول غير المنظم لربات البيوت. وعلى كل الأحوال كان هناك بعض القفزات. حظر تشريع التوظيف المتساوي في الثمانينيات التمييز في التدريب والفوائد والتقاعد والفصل من الوظيفة، ولكن ليس في التوظيف أو التشغيل أو الترقية.